# Spansk makrill
Spansk makrill (Scomber japonicus) är en art i familjen makrillfiskar som finns i de flesta av världens varma hav.

## Utseende
Den spanska makrillen liknar den vanliga makrillen med blågrön rygg och ljusare sidor och buk. Till skillnad från makrillen har den grönaktiga till blågrå fläckar under sidolinjen på bakre delen av kroppen. Stjärtroten har 5 småfenor. Ryggen har smala, mörka våg- och zigzaglinjer. De individer som lever i Atlanten har enfärgad buk, medan populationen i Stilla havet har våglinjer på buken. Längden når vanligtvis upp till 30 cm, även om Stilla havspopulationen kan bli längre; 64 cm är längdrekordet. Vikten kan nå upp till 2,9 kg.

## Vanor
Arten är en pelagisk stimfisk som lever nära kusterna. Den vistas vanligtvis på ett djup mellan 50 och 200 m, även om den kan gå ner till 300 m. Den spanska makrillen är nattaktiv, och håller sig nära bottnen under dagen. Födan består av olika fiskar, bläckfisk och kräftdjur som bland annat hoppkräftor. Leken sker i grupp, och ägg och larver är pelagiska. Högsta konstaterade ålder är 18 år.

## Utbredning
Arten finns nära kusterna i Atlantens och Stilla havets varmare vatten. Den saknas i Indiska oceanen utom vid östra Sydafrikas kust. I Atlanten finns den från Engelska kanalen (sällan längre norrut) via Medelhavet till Sydafrika, och från nordvästra USA till norra Sydamerika. I Stilla havet lever den från norra USA till nordligaste Mexiko, och längs större delen av östra Sydamerika utom den allra sydligaste delen. Den finns även från Sydostasien upp till norra Japan.

## Kommersiell användning
Den spanska makrillen fiskas flitigt och säljs både färsk, frusen, saltad och rökt. Viss konservindustri finns också. I Japan odlas arten.